# Gretel Culin Jaime
Gretel Culin Jaime (Ciudad de México; 10 de agosto de 1977) es una política mexicana militante del Partido Acción Nacional. Es licenciada en Comunicación Social por la Universidad de Colima. 
Comenzó su actividad política afiliándose al Partido Acción Nacional en 1995, donde fue consejera estatal y nacional. De 2005 a 2009 fue regidora en el ayuntamiento de Manzanillo. De 2012 a 2015 fue diputada federal en la LXIII Legislatura del Congreso de la Unión de México, siendo presidenta de la Comisión de Turismo.
Ha sido diputada local por el distrito XI en la LVII Legislatura (2012-2015), como presidenta de la Comisión de Ciencias, Tecnología e Innovación Gubernamenta; y diputada local por el distrito XV en la LIX Legislatura (2018-).